# Illinois Staats-Zeitung
Die Illinois Staats-Zeitung war eine deutschsprachige Zeitung in den USA, die von 1848 bis zur Einstellung 1921 in Chicago herausgegeben wurde.
Neben der Westlichen Post und dem Anzeiger des Westens, die beide in St. Louis herauskamen, galt die Illinois Staats-Zeitung als die größte deutschsprachige Zeitung im Mittleren Westen der USA. Neben der englischsprachigen Chicago Tribune wurde die Illinois Staats-Zeitung als die führende republikanische Zeitung des Nordwestens wahrgenommen.
In der Stadt Chicago selbst hatte die Illinois Staats-Zeitung nach der Tribune für lange Zeit die weiteste Verbreitung.

## Geschichte

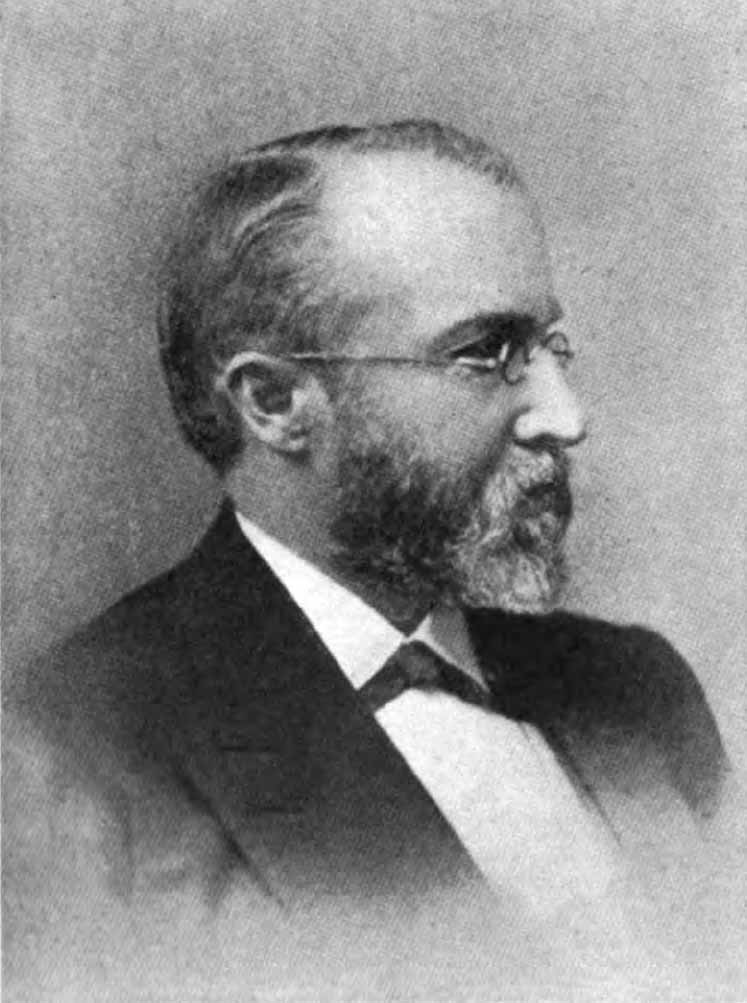
George Schneider, Herausgeber von 1851 bis 1861

Die Illinois Staats-Zeitung wurde im April 1848 zuerst als Wochenzeitung gegründet und dann im Jahre 1851 auf eine Tageszeitung umgestellt. Hermann Kriege war der erste Schriftleiter der Zeitung. In den 1850er Jahren wurde die Zeitung von einer Gruppe von Einwanderern, die nach der Niederschlagung der Revolution 1848/49 aus Deutschland in die USA flohen, übernommen. Daniel Hertle war bis 1858 Redakteur der Illinois Staats-Zeitung. Im Jahre 1851 stieß George Schneider zur Redaktion und wurde neuer Herausgeber.
Während der Zeit des amerikanischen Bürgerkrieges war Lorenz Brentano Eigentümer und Herausgeber, der damit Schneider ablöste. Die Zeitung war nun zur zweitgrößten Tageszeitung (von allen erscheinenden, unabhängig von der Sprache) in Chicago aufgestiegen.
1921 wurde die Publikation der Illinois Staats-Zeitung eingestellt. Die bis in die 1950er-Jahre erschienene Deutsch-Amerikanische Bürger-Zeitung gilt als ihr Nachfolger.

## Blattlinie
Politisch bezog die Illinois Staats-Zeitung Stellung gegen die Sklaverei und die Sklaverei unterstützende Demokraten. Unter maßgeblicher Führung des Herausgebers Georg Schneider wurde das Blatt auch ein Sprachrohr der Gegner des Kansas-Nebraska Acts. Auch aufgrund dieser Tatsache stand die Illinois Staats-Zeitung bis zu ihrer Einstellung der in den 1850er Jahren entstehenden, sklavereikritischen Republikanischen Partei nahe. In der Tat spielte Herausgeber Schneider auch eine bedeutende Rolle im Aufbau der Republikanischen Partei in Illinois, infolgedessen die Illinois Staats-Zeitung nicht nur einfach den Republikanern nahestand, sondern selbst erst dazu beitrug, die Partei zu popularisieren.
Am 22. Februar 1856 nahm Schneider als Herausgeber der Illinois Staats-Zeitung an einem Treffen von „nebraskafeindlichen“ Zeitungen in Decatur (Illinois) teil. Das Treffen wurde vom Herausgeber des Morgan Journal, Paul Selby, in die Wege geleitet. Insgesamt waren dort Vertreter von 26 Zeitungen anwesend, die allesamt die Entstehung und Entwicklung des neugeschaffenen Territoriums Nebraska kritisch beäugten.
In den Bürgerkriegsjahren dominierte die Illinois Staats-Zeitung die deutschsprachige Presselandschaft in Chicago, auch in republikanisch-politischer Sicht, denn deutschsprachige, den Demokraten nahestehende Zeitungen und Zeitschriften konnten zu jener Zeit in der Stadt nicht Fuß fassen.